# 金森可重
金森 可重（かなもり ありしげ / よししげ）は、戦国時代から江戸時代初期にかけての武将、大名、茶人。飛騨国高山藩2代藩主。従五位下・出雲守。

## 生涯
永禄元年（1558年）、美濃国の垂井城主・長屋景重（後の板取城主）の子として誕生。通称は喜蔵。喜三丸とも。
天正8年（1580年）、金森長近が越前大野城主になると、その養子に迎えられ、郡上八幡城主の遠藤慶隆の長女室町殿を娶った。「可重」の名乗りは、長近が元は「可近」と名乗っていたことに由来する。
天正10年（1582年）6月、本能寺の変が起こり、織田信長が家臣の明智光秀に討たれた際、織田信忠に近侍していた義兄で金森家嫡男の長則が信忠と共に二条新御所にて討死し、義父の長近は剃髪して兵部卿法印素玄と号した。以降、織田家の後継者・主導権争いが起こるが、金森氏は当初、寄親であった柴田勝家陣営に属するが、柴田氏と対立していた羽柴秀吉（のちの豊臣秀吉）の陣営に、両者の直接対決の賤ヶ岳の戦いの最中に寝返った。以降は羽柴陣営をして行動することになる。
天正13年（1585年）、養父の長近と共に羽柴（豊臣）秀吉に従い、富山の戦いおよび飛騨平定戦に参加（富山の役）、金森氏軍の一軍を率いて佐々成政、姉小路頼綱の追討戦を行い、長近の飛騨国掃討に貢献した。戦後に長近が飛騨一国を秀吉から与えられると、そのうち古川郷1万石を長近より与えられ、飛騨古川（古川町）に増島城を築いた。
その後、豊臣陣営の九州征伐や小田原征伐、文禄・慶長の役、会津征伐などに長近とともに従軍した。
慶長4年（1599年）3月6日には、古田織部、小堀遠州（政一）、石川貞通などの武士、津田宗凡などの堺・京の町衆たち30人と吉野で花見を催した。
慶長5年（1600年）の関ヶ原の戦いでは東軍に付いた。養父とともに上杉征伐に参加し東征、家康の命で急遽江戸から飛騨に戻り、西軍の稲葉貞通が籠城する郡上八幡城を岳父の遠藤慶隆と共に攻めた（八幡城の合戦）。のち養父に合流し、本戦に参加し石田三成勢などと戦った。
慶長10年（1605年）、80歳を越えた長近は飛騨一国と高山城の采配を可重に任せ、長近自身は関ヶ原の合戦で加増された美濃国武儀郡上有知の鉈尾山城に移った。慶長13年（1608年）、長近の死後、可重は正式に飛騨高山3万8千石を相続し、飛騨一国を領した。この際、上有知領は長近が82歳の時に産まれた実子の長光に分知した（上有知藩）。
可重は養父の長近と同じく茶の湯に秀で、千利休と古田織部に師事し、利休切腹の際に飛騨高山に避難してきた千道安にも師事し、吉野竹林院にて開かれた織部による利休亡魂の茶会にも石川貞清らと共に参加している。家康は江戸幕府2代将軍・徳川秀忠の茶の湯指南役を可重にしたかったが、一国の主なので、織部を指名したという（「岐路弁疑」）。なお、茶堂は岡部（大野）道可であった。また、伊達政宗とも親交が有りしばしば和歌の応答、文通をしている。
慶長15年（1610年）、名古屋城築城に際し、築城負担を請け負う。慶長16年（1611年）、徳川家康に山漆草（その葉は三七）を献上している。
同年10月6日（異説として8月23日）に義弟の長光が7歳で夭逝した。長光の上有知藩領は幕府に収公され、可重に渡されることはなかった。
慶長19年（1614年）からの大坂の陣には四男の可次と五男の重勝を伴って出兵し、義兄弟の伊東掃部助治明と共に岸和田藩主小出吉英の加勢となって、樫井の戦いで西軍を撃退し、金森勢が挙げた首は152とも208ともいわれている。この時、東軍に参加することに異議を述べた長男の重近（金森宗和）を当日廃嫡したとされる。
戦後、戦功により丹波一国40万石が与えられる予定であったとの話もあり、可重はそれに不満を持っていた、などとする説があるが、戦役直後の元和元年（1615年）閏6月3日、58歳で京都伏見にて死去。死因については不明であり、切腹説や毒殺説もある。法号は「徳応院殿雲峰閑公」。墓所は京都市北区紫野の大徳寺金龍院（龍源院に統合）。龍源院に遺品として、「天正十一年九月九日喜蔵とりつき」と刻字された、現存する国産火縄銃の中で最も古いとされる銃が残されている。養父の長近所有とされる銃には「仙臺住蔵田三十郎重吉 花押」と刻字されている。領内の開発に勤しんだと伝わる。
可重の死去後、金森氏の家督は三男の重頼が継いだ。